# Кохана вампіра
Кохана вампіра (італ. L'amante del vampiro) — італійський чорно-білий фільм жахів 1960 року режисера Ренато Ползеллі. Один з перших італійських фільмів про вампірів.

## Сюжет
Троє дівчат-танцівниць — Луїза, Франческа і Люка, зупиняються в сільському котеджі, який належить батькові однієї з них. Тут дівчата хочуть провести декілька репетицій. В одну з ночей до них потрапляє розпатлана і подряпана дівчина. Місцевий лікар ставить діагноз — амнезія. Начебто нічого серйозного, але до ранку нещасна вмирає. Господар котеджу Джорджіо розповів легенду, яка ходить в місцевих краях. Згідно з нею, посеред лісу є замок, в якому живе графиня вампирша Альда. Її коханець і слуга Герман час від часу вирушає на полювання за живою кров'ю. Коли він насититися, то повертається в замок. Потім Альда впивається в нього і стає знову молодою. Це повторюється весь час. Одного разу танцівниці пішли гуляти. Пішов сильний дощ і дівчата захотіли від нього сховатися. Вони потрапили в похмурий замок з чорними баштами. Здавалося тепер вампірам буде роздолля. Тільки з'ясувалося, що у чарівних красунь досить непростий характер.

## В ролях
| Актор               | Роль          |
| ------------------- | ------------- |
| Елен Ремі           | Луїза         |
| Волтер Бранді       | Герман        |
| Марія Луїза Роландо | графиня Альда |
| П'єр-Уго Граньяні   | професор      |
| Тіна Глоріані       | Франческа     |
| Ісарко Равайолі     | Люка          |
| Джино Туріні        | Джорджіо      |